# Christian Berregaard
Christian Frederik Berregaard (26. oktober 1683 – 5. august 1750 på Antvorskov Slot) var en dansk godsejer, amtmand og borgmester i København. Christian Berregaard var far til Villum Berregaard.
Han var søn af borgmester Enevold Nielsen Berregaard, der var blevet adlet, besøgte 1702-04 Det ridderlige Akademi i København, blev 1705 hofjunker, 1708 kancelliråd og assessor i Hofretten, 1713 viceborgmester i København, året efter virkelig borgmester, 1715 assessor i Højesteret, 1716 justitsråd og 1726 etatsråd og assessor i Politi- og Kommercekollegiet. 1729 blev Berregaard deputeret for finanserne, og han fratrådte borgmesterposten. Han var 1730-34 kommitteret, 1731 konferensråd, 1734 atter deputeret for finanserne og var 1734-41 amtmand over Antvorskov og Korsør Amter. Han var kammerherre.
Berregaard arvede 1736 stamhuset Kjølbygaard med Kølbygård og det af ham 1741 under stamhuset sammenlagte Vesløsgård. Allerede 1732 havde han købt Borreby.
21. juli 1711 ægtede han i Vor Frelsers Kirke Jytte Worm (2. marts 1685 – 19. april 1741 i København), datter af Willum Worm og Else Christensdatter Luxdorph.
Københavns brand 1728 gik blandt mange andre ud over Berregaards gård, der lå i Snarens Kvarter 2. 
Han er begravet i Thisted Kirke.